# Bargain
«Bargain» es una canción del grupo británico de rock The Who, lanzada como segunda pista de su álbum Who's Next de 1971.
Fue grabada en Nueva York en abril y junio de 1971. Dos versiones en vivo de «Bergain» fueron incluidas en Who's Missing y en Who's Next Deluxe Edition.

## Historia
Para la grabación, Pete Townshend, escritor de la canción, utilizó una guitarra marca Gretsch, que le fue regalada por Joe Walsh del mítico grupo de rock estadounidense Eagles.
La escritura de la canción se inspira en el gurú de la India y guía espiritual de Townshend, Meher Baba. Esta no es la única canción en la cual Townshend compone inspirado en su filosofía, «Baba O'Riley» del mismo álbum, «See Me, Feel Me» de la ópera rock Tommy y «Drowned» de Quadrophenia, son otras creaciones basadas en las enseñanzas de Baba.
Pete Townshend explica el significado de la canción con estas palabras:

«Esta canción trata simplemente sobre perder el ego propio como un devoto de Meher Baba. Constantemente trato de perderme y lo encuentro. [...] pero esta canción expresa el desperdicio de perder todo para llegar ser uno con Dios.»

La lírica de Bargain se ilustra con estas palabras:
«I'd gladly lose me to find you» («Con mucho gusto me perdería para encontrarte»)
«And like one and one don't make two / One and one make one» («Y como uno y uno no hacen dos / Uno y uno hacen uno»)
La canción comienza con una guitarra acústica acompañada de un efecto de volumen en la guitarra eléctrica. La canción rápidamente se convierte en un hard rock. Se destaca en ella, el gran desempeño de Roger Daltrey. Su grito en el coro («el mejor que he tenido», en sus palabras) representa el poder que el cantante había obtenido de los trabajos previos con la banda en las óperas rock, con una voz madura e imponente. Sólo en una pausa de la canción cambia a la voz de Townshend (con una estructura similar a «Baba O'Riley»). La canción vuelve al hard rock del inicio antes de terminar, con una mezcla de ambas guitarras.
La versión demo de Townshend, fue posteriormente liberada en su LP de 1983 llamado Scoop y en su álbum de 1999 Lifehouse Chronicles. Una versión en vivo aparece en la edición del box set de Thirty Years of Maximum R&B, como también en una presentación en vivo de la banda, en el 2000, encontrada en el The Who & Special Guests Live at the Royal Albert Hall video.